# Libnotes (Paralibnotes) centralis
Libnotes (Paralibnotes) centralis is een tweevleugelige uit de familie steltmuggen (Limoniidae). De soort komt voor in het Oriëntaals gebied.